# Venceslav Rutar
Venceslav Rutar, slovenski fizik, * 30. avgust 1950, Modrej
Rutar je na ljubljanski na FNT študiral tehniško fiziko ter tu 1974 diplomiral in 1980 doktoriral. V letih 1974−1986 je bil zaposlen na IJS, vmes pa je od 1982 do 1984 delal na Univerzi Missouri v ZDA. Za vrhunske dosežke pri razvoju dvodimenzionalne spektroskopije je 1985 prejel Kidričevo nagrado.
Rutar je v letih 1986−1990  vodil laboratorij za jedrsko magnetno resonanco na Državni univerzi Iowe v Amesu (ZDA). Po letu 1990 se je posvetil delu v analitskem laboratoriju pri družbi Union Carbide, kjer je z identifikacijo novih spojin prispeval k razvoju boljših in varnejših kemijskih izdelkov.